# Microthyrium versicolor
Microthyrium versicolor är en svampart som först beskrevs av Jean Baptiste Desmazières, och fick sitt nu gällande namn av Franz Xaver von Höhnel 1910. Microthyrium versicolor ingår i släktet Microthyrium och familjen Microthyriaceae.  Arten är reproducerande i Sverige. Inga underarter finns listade i Catalogue of Life.